# Kivutar
Kivutar, en la mitología finlandesa, es la deidad de la piedad en el dolor y en el sufrimiento. Asimismo se le consideraba la señora de las letanías o rogativas para que se curasen los enfermos graves.
En el panteón del inframundo, Kivutar es hermana de Tuonetar,  (la señora del reino de las tinieblas o de la muerte), de kipu-tyttö, y de Louhi, la hechicera y ama de Pohjola, en el relato epopéyico del Kalevala.
- Datos: Q9017722